# Tabaille-Usquain
 Tabaille-Usquain  (en euskera: Tabaila-Uzkaine) es una población y comuna francesa, en la región de Aquitania, departamento de Pirineos Atlánticos, en el distrito de Oloron-Sainte-Marie y cantón de Sauveterre-de-Béarn.

## Demografía
| 97 | 90 | 181 | 130 | 119 | 111 | 185 | 174 | 171 | 134 | 151 | 162 | 140 | 154 | 139 | 145 | 159 | 151 | 145 | 151 | 134 | 135 | 130 | 109 | 122 | 110 | 99 | 100 | 83 | 79 | 53 | 62 | 53 | 53 |
| Para los censos de 1962 a 1999 la población legal corresponde a la población sin duplicidades (Fuente: INSEE [Consultar]) |    |     |     |     |     |     |     |     |     |     |     |     |     |     |     |     |     |     |     |     |     |     |     |     |     |    |     |    |    |    |    |    |    |